# Libnotes indica
Libnotes indica är en tvåvingeart som först beskrevs av Enrico Adelelmo Brunetti 1912.  Libnotes indica ingår i släktet Libnotes och familjen småharkrankar. Inga underarter finns listade i Catalogue of Life.